# 蓬瓦兰
蓬瓦兰（法語：Pontvallain，法語發音：[pɔ̃valɛ̃]）是法国萨尔特省的一个市镇，属于拉弗莱什区。

## 地理
蓬瓦兰（47°45'1"N, 0°11'29"E）面积34.88 平方千米，位于法国卢瓦尔河地区大区萨尔特省，该省份为法国西北部内陆省份，北起顺时针与奥恩省、厄尔-卢瓦省、卢瓦-谢尔省、安德尔-卢瓦尔省、曼恩-卢瓦尔省和马耶讷省接壤，是法国大西部的入口，连接卢瓦尔河谷、布列塔尼和巴黎盆地。
与蓬瓦兰接壤的市镇（或旧市镇、城区）包括：库隆热、萨尔塞、埃科穆瓦、芒西涅、马耶、勒凯伊。
蓬瓦兰的时区为UTC+01:00、UTC+02:00（夏令时）。

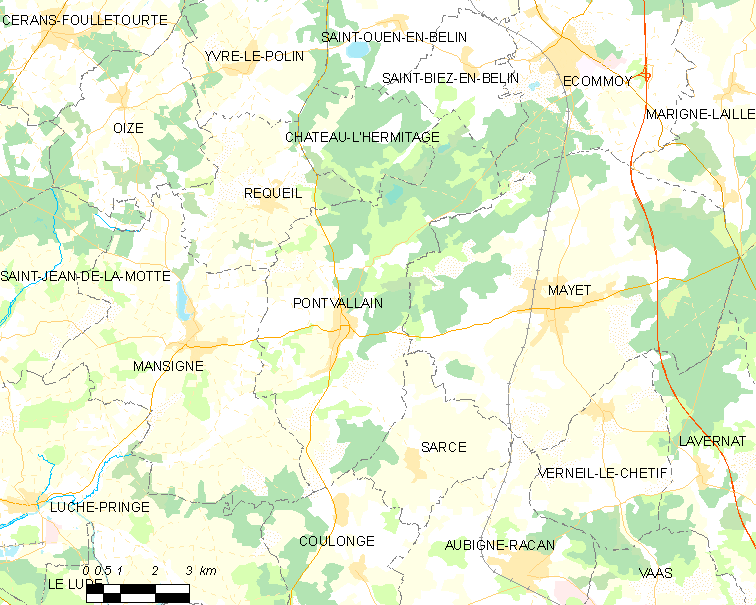
蓬瓦兰的OSM定位图

## 行政
蓬瓦兰的邮政编码为72510，INSEE市镇编码为72243。

## 政治
蓬瓦兰所属的省级选区为勒吕德县。

## 人口

1962-2008年间蓬瓦兰人口变化图示

蓬瓦兰于2022年1月1日时的人口数量为1614人。